# Quality Control (album)
Quality Control è il secondo album in studio del gruppo musicale statunitense Jurassic 5, pubblicato il 6 giugno 2000 dalla Interscope Records.

## Accoglienza
| Recensione    | Giudizio |
| ------------- | -------- |
| AllMusic      |          |
| NME           |          |
| Pitchfork     | 6,1/10   |
| Rolling Stone |          |

Quality Control ha ottenuto recensioni positive da parte dei critici musicali. Su Metacritic, sito che assegna un punteggio normalizzato su 100 in base a critiche selezionate, l'album ha ottenuto un punteggio medio di 77 basato su diciassette recensioni.

## Tracce
1. How We Get Along – 1:14
2. The Influence – 3:56
3. Great Expectations – 3:37
4. Quality Intro – 0:31
5. Quality Control – 4:48
6. Contact – 1:15
7. LAUSD – 4:07
8. World of Entertainment (W.O.E. Is Me) – 3:57
9. Monkey Bars – 4:06
10. Jurass Finish First – 4:35
11. Contribution – 3:45
12. Twelve – 4:25
13. The Game – 4:34
14. Improvise – 3:28
15. Swing Set – 5:18

## Classifiche
| Classifica (2000) | Posizione massima |
| ----------------- | ----------------- |
| Regno Unito       | 61                |
| Stati Uniti       | 43                |
| Svezia            | 37                |